# موراویفکا
موراویفکا (به لاتین: Muravyevka) یک منطقهٔ مسکونی در روسیه است که در استان آمور واقع شده‌است.